# Patricia Kazadi
Pour les articles homonymes, voir Kazadi.
 (février 2023).
Si vous disposez d'ouvrages ou d'articles de référence ou si vous connaissez des sites web de qualité traitant du thème abordé ici, merci de compléter l'article en donnant les références utiles à sa vérifiabilité et en les liant à la section « Notes et références ».
Patricia "Trish" Tshilanda Kazadi, née le 17 mars 1988 à Varsovie, est une actrice, chanteuse, danseuse et présentatrice de télévision polonaise.

## Biographie

### Origines
La mère de Patricia Kazadi est de Łuków dans la voïvodie de Lublin, tandis que son père est originaire de la République démocratique du Congo.
Patricia Kazadi a commencé par des études de management à l'École polytechnique de Varsovie, interrompues pour l'École des hautes études commerciales de Varsovie (SGH), également inachevées pour cause de carrière artistique. Elle joue du piano et fait de la composition musicale ; elle a également fait de la danse contemporaine et suivi les cours de l'école de musique et de jazz Krzysztof Komeda de Varsovie.
Depuis 2004, elle joue régulièrement dans des films et séries de la télévision polonaise. En 2009, elle apparaît en tant que présentatrice pour la première fois. Depuis 2007, elle participe à différentes émissions de talents pour les célébrités.
En tant que chanteuse pop, elle participe en 2010 à l'équivalent polonais de Danse avec les stars (Taniec z gwiazdami).
Depuis 2013, elle est membre du jury de la version polonaise du The X Factor.

## Discographie

### Albums
| Année | Titre                                                                                     |
| ----- | ----------------------------------------------------------------------------------------- |
| 2013  | Trip - Date: 14 mai 2013 - Label: EMI Music Poland - Format: CD, téléchargement numérique |

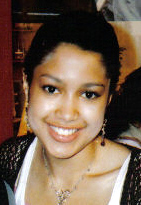
en 2007.

### Single
| Année | Titre | Source |
| ----- | --- | ------ |
| 2010  | Krist Van D ft. Trish - On Tonite - Date : 1er juin 2010 - Label : My Music - Format : téléchargement numérique                          | ,      |
| 2010  | Krist Van D ft. Trish - Be Without You - Date : 12 août 2010 - Label : Magic Records - Format : téléchargement numérique                 | [ 3 ]  |
| 2011  | Patricia Kazadi - Hałas - Date : 8 juillet 2011 - Label : EMI Music Poland - Format : téléchargement numérique                           | [ 6 ]  |
| 2011  | Kazadi - Go Crazy (Jim Beanz Remix) - Date : 19 novembre 2011 - Label : Rokket Music - Format : téléchargement numérique                 | [ 7 ]  |
| 2012  | Patricia Kazadi, Matt Pokora - Wanna Feel You Now - Date : 3 février 2012 - Label : EMI Music Poland - Format : téléchargement numérique | [ 8 ]  |
| 2012  | Patricia Kazadi - Burning Through My Heart - Date : 1er avril 2012 - Label : EMI Music Poland - Format : téléchargement numérique        | [ 9 ]  |
| 2013  | Patricia Kazadi - Przerywam Sen - Date : 19 avril 2013 - Label : EMI Music Poland - Format : téléchargement numérique                    | [ 10 ] |

### Compilations
| Année | Titre                                                                         | Morceau                                                      | Source |
| ----- | ----------------------------------------------------------------------------- | ------------------------------------------------------------ | ------ |
| 2005  | ESKA Squad 3 - Date: 25 mai 2005 - Label: Universal Music                     | - O$ka - "Tak zapomnieć" (feat. Ten Typ Mes, Trish)          | [ 11 ] |
| 2005  | Rap Eskadra 3 - Date: 28 novembre 2005 - Label: UMC Records                   | - Syndesmo, St0ne, Trish - "Każda kropla deszczu"            | [ 12 ] |
| 2006  | Rap-In Underground - Date: 29 maja 2006 - Label: Rap-In Records               | - Trish - "Come here"                                        | [ 13 ] |
| 2006  | Rap Eskadra 4 - Lato 2006 - Date: 23 juin 2006 - Label: UMC Records           | - Dwa Dwanaście, St0ne, Trish - "Nadzieja na zmiany"         | [ 14 ] |
| 2006  | SummerJam 2006 Allstars - Date: 15 juillet 2006 - Label: Dirty Hustlaz inc.   | - Syndesmo, St0ne, Trish - "Dotyk klubu"                     | [ 15 ] |
| 2007  | SummerJam 2007 - Date: 16 septembre 2007 - Label: Dirty Hustlaz inc.          | - Syndesmo, Trish, Stone - "Zabierz mnie tam"                | [ 16 ] |
| 2011  | Poland Why Not - Red Edition - Date: 19 novembre 2011 - Label: Rokket Music   | - Kazadi - "Hold Me Now" - Kazadi - "Like That"              | [ 17 ] |
| 2011  | Poland Why Not - White Edition - Date: 19 novembre 2011 - Label: Rokket Music | - Kazadi - "Go Crazy (Jim Beanz Remix)" - Kazadi - "Waiting" | [ 18 ] |

## Filmographie
| Titre                                                    | Année     | Rôle                                      | Notes |
| -------------------------------------------------------- | --------- | ----------------------------------------- | ----- |
| Bodo (série télévisée)                                   | 2016      | Reri                                      |       |
| Jak się pozbyć cellulitu                                 | 2011      | Hanna Rubin (journaliste)                 |       |
| Ranczo                                                   | 2011-     | Jagna Nowak (infirmière)                  |       |
| Licencja na wychowanie                                   | 2010      | Jadzia Leszczyńska (Cousin de Paweł)      |       |
| Święty interes                                           | 2010      | Motema (Femme de Leszek)                  |       |
| Na Wspólnej                                              | 2009-2010 | Beata Dolniak (voisine de Marta et Filip) |       |
| Balladyna                                                | 2009      | journaliste                               |       |
| Rajskie klimaty                                          | 2009      | Helena Wójcik (femme d'Andrzej)           |       |
| Miłość na wybiegu                                        | 2009      | réceptioniste de l'agence de modèles      |       |
| Funio, Szefunio i reszta... czyli dzieciaki ratują świat | 2009      | La mère de Józefin                        |       |
| Londyńczycy (en)                                         | 2008-2009 | Helen Hobbs (infirmière)                  |       |
| Fala zbrodni                                             | 2007-2008 | Milena Bauman                             |       |
| Egzamin z życia                                          | 2005-2008 | Anna Chełmicka (sœur d'Andrzej)           |       |
| Daleko od noszy                                          | 2004      | maman d'un enfant kidnappé                |       |